# 梁佩诗
梁佩詩（英語：Katie Leung，1987年8月8日—），蘇格蘭女演員，她最初憑著於《哈利波特系列電影》於中扮演張秋一角而知名，隨後她又在動畫系列《奧術》中聲演凱特琳（Caitlyn），以及在科幻劇集《邊緣世界》裡飾演艾什（Ash）一角。
在英國電視觀眾中，梁憑著在迷你劇《一個孩子》和《陌路追凶》中擔任主角而聞名，並因在警匪劇《安妮卡》中反覆飾演布萊爾·費格臣（Blair Ferguson）一角而為人所知。2012年，梁以話劇《鴻：三代中國女人的故事》作為其舞台首作，此後她又演出了多部其他的舞台作品。
梁對藝術感興趣，她曾在倫敦藝術大學修讀繪畫和設計，並擁有愛丁堡藝術學院的攝影學位和蘇格蘭皇家音樂學院的戲劇學位。

## 早年生活
梁佩詩生於蘇格蘭登地，父母是香港人，其父親梁彼得（Peter Leung）是一位香港出生的商人和餐館老闆，他在格拉斯哥開設了一家公司；而她的母親李家慧（Kar Wai Li）是一名銀行家。她的父母在她三歲的時候離異，在其母親搬回香港後，梁繼續與父親、繼母及兩個兄弟和一個妹妹一起住在蘇格蘭。梁父在馬瑟韋爾經營餐廳和快餐業務，他的職業導致梁在多個城市長大，包括艾爾、漢密爾頓和馬瑟韋爾。她在南拉納克郡漢密爾頓學院讀中學，大學時期就讀於愛丁堡藝術學院。

## 演藝生涯

### 2004-2011年：哈利波特與其他早期角色
2003年，梁的父親看到了《哈利波特：火盃的考驗》的選角廣告，於是建議她應該嘗試一下。儘管她感到自己獲得這個角色的可能性很低，但她還是為了五分鐘的試鏡而排隊等了四個小時。兩星期後，她被召回參加一個工作坊，並成功擊敗了3,000多名其他參與的女孩，最終獲選中飾演張秋一角。她表示其蘇格蘭口音可能給她選角帶來了優勢，當時選角導演詢問參與試鏡的女孩說：「這裡有來自蘇格蘭的人嗎？」那時只有梁舉手。
在2011年的一次訪談中，梁回憶起她對《哈利波特》最美好的回憶是第一次試鏡，因為當時正在分居的父母都陪著她一起前往：「那真是一個美好的時刻，因為我的父母已經很久很久沒有見面了。」華納兄弟為了大力推廣《火盃的考驗》，他們於電影上映的第二個星期就派梁前往中國，這是針對當時不習慣名人頻繁造訪的市場的非典型舉措。
梁在該系列隨後的續集電影中再次飾演了其角色，最著名的是《哈利波特：鳳凰會的密令》，其中她的角色脫穎而出成為了哈利·波特的初戀。結果，梁與聯合主演的丹尼爾·域卡夫（哈利）在銀幕上接吻，引起了媒體的廣泛報導。雖然梁受到大部分粉絲的熱烈歡迎，然而其他粉絲為了回應其選角而創建了仇恨網站，並發布了許多令她當時感到很不安的種族主義信息。2021年3月，梁進一步公開了她在拍攝《哈利波特》時受到粉絲的種族主義騷擾；她出現在《中國花哨女孩》的一集裡，她透露其公關人員告訴她，若有採訪者詢問，就應否認正在發生的事情。
2007年，梁獲《蘇格蘭人報》評為「蘇格蘭最時尚女性」和「最炙手可熱的蘇格蘭女性」。她還曾出現於《青少年Vogue雜誌》和《倫敦旗幟晚報》中。同年7月，她獲EMI旗下的香港子公司—金牌大風選為演員，擔任古巨基歌曲《愛回家》的MV女主角。梁在倫敦宣傳《哈利波特：鳳凰會的密令》的時候為這段影片拍攝，古形容梁的演出「專業」和「成熟」。
在《哈利波特》以外的首個角色是在ITV1的《大偵探波羅》中《鴿子中的貓》的一集裡扮演溫瑞泰一角，該集於2008年9月21日首播。

### 2012年至今：持續的舞台與銀幕角色
隨著《哈利波特系列》於2011年結束後，梁不確定自己是否希望進一步從事演藝事業，然而她在參加蘇格蘭皇家音樂學院的一個戲劇課程後受到啟發而決定繼續走下去。同年12月，她在張戎的自傳體舞台劇《鴻：三代中國女人的故事》中獲得了張戎的角色，作為其舞台首演的角色。在對比電影與現場演出時，梁說：「最明顯的挑戰當然是第一次就要把事情做好，這對我來說是一種奇怪的興奮。」該舞台劇於2012年2月在麻省劍橋作全球首演，隨後移師至馬瑟韋爾，最後是4月至5月在倫敦的年輕維克劇院上演。
2012年6月，梁確定演出英國第四台的一輯四集連續劇《跑》，她飾演主角阿英，一個居住在布里克斯頓的無證中國移民。
2013年，梁跟維拉·卓一起主演戲劇《極樂世界》，那是一部關於中國迅速崛起的現代時代農民工世界的戲劇。在該製作中，於皇家國家劇院的戲棚（The Shed）中上演，她在該舞台劇裡飾演女農民工辛妮（Sunny）。
2014年4月，有關方面宣布梁將於電視迷你劇《一個孩子》裡飾演主角阿美（Mei），她是一個由美國母親和英國父親收養首個於中國出生的女孩。在故事裡，當她的生母拼命地尋求她的協助來拯救她的兒子，她的角色被要求回到她的出生地—廣州市。該劇由BBC劇集與辛丹斯電視台聯合製作，在2014年5月在倫敦和香港拍攝，並於2014年12月在辛丹斯電視台播出，以及在2016年2月於BBC第二台播放。梁的演出獲得《每日電訊報》的嘉芙蓮·姬的讚揚，稱她的演出為「美麗的低調」。同年，梁於蘇格蘭皇家音樂學院的最後一年演出中，她在莫里哀的作品《想像中的殘疾人》中飾演貝琳（Béline）一角。
2016年末，梁出現於倫敦漢普斯特德劇院演出東尼·古舒拿的戲劇《聰明的同性戀者的資本主義與社會主義指南以及聖經的鑰匙》中。2017年，她跟成龍與皮雅斯·布士南共同主演了電影《英倫對決》，飾演成龍角色的女兒關凡，隨後她於ITV的劇集《陌路追凶》裡擔任配角劉真（Lau Chen），該劇也被稱為《白龍》。
隨後，梁在Alibi頻道的劇集《安妮卡》裡反覆飾演DC布萊爾·費格遜（DC Blair Ferguson）的角色，她又在Netflix劇集《奧術》中聲演凱特琳（Caitlyn），以及在Amazon Prime Video的劇集《邊緣世界》中為阿什（Ash）配音。
2022年1月，梁的文章《代入角色》載於《東城之聲：頌揚英國東亞和東南亞身份的散文》一書中。梁在其文章裡講述了她的種族如何影響其成長經歷與演藝生涯。
2023年，梁主演了Paramount+根據西蒙·貝克特的小說《死亡化學》改編的第一季同名劇集。她還演出了即將上映的BBC第一台的迷你劇《夜眠者》。

## 慈善工作
2007年，梁透過發起兒童藝術比賽來協助慈善機構王子信託籌集了£100,000英鎊，她並捐贈了自己的一幅畫作，該畫作以£960英鎊的價格被拍賣。

## 個人生活

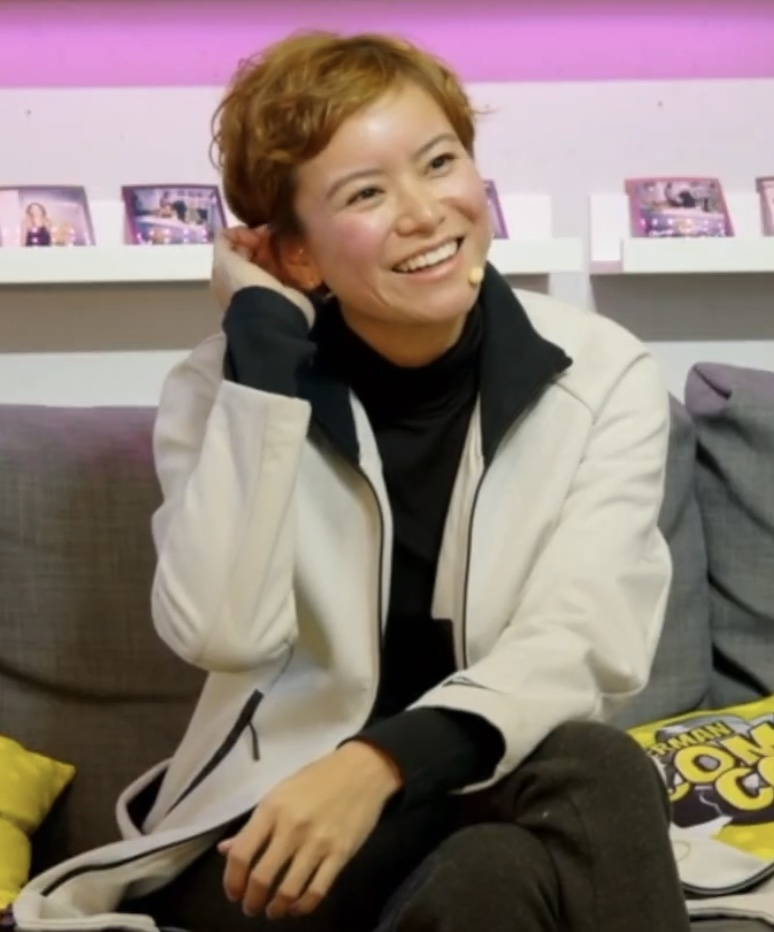
2020年，梁出席德國漫畫展的家庭版。

梁能夠操流利的粵語和基本的國語。她是個素食主義者。
梁由於拍攝《鳳凰會的密令》而推遲了入讀藝術學院和大學的計劃。在此期間，梁曾經表示她在《哈利波特系列》之後還沒有決定是否要從事演藝事業，並希望入讀大學修讀藝術和設計。梁還表達了對攝影的熱情。
2009年，梁向國際護目者舉辦的《I:Click 2009》競賽捐贈了一張照片，旨在為貧困國家的居民治療和預防失明。在演出《野天鵝》期間，梁在愛丁堡藝術學院完成了攝影學位。後來梁就讀於格拉斯哥的蘇格蘭皇家音樂學院，並在那裡完成了表演的學士課程。
2018年8月19日，梁參加了《哈利波特》劇組搭檔艾芙珊·阿扎德的婚禮。
2023年1月1日，梁於Instagram上透露，其兒子沃爾夫（Wolf）已於前一個萬聖節出生。

## 演出作品

### 電影
| 年份 | 電影                   | 角色              | 備註 |
| ---- | ---------------------- | ----------------- | ---- |
| 2005 | 哈利波特：火盃的考驗   | 張秋              |      |
| 2007 | 哈利波特：鳳凰會的密令 | 張秋              |      |
| 2011 | 哈利波特：死神的聖物2  | 張秋              |      |
| 2017 | 迷幻列車2              | 護士              |      |
| 2017 | 英倫對決               | 關凡              |      |
| 2018 | 女主角                 | 助理              | 短片 |
| 2021 | 封城之後               | 娜塔莎（Natasha） |      |

### 音樂特輯
| 年份 | 歌手   | 歌曲                 | 角色   |
| ---- | ------ | -------------------- | ------ |
| 2007 | 古巨基 | 《愛回家》音樂錄影帶 | 女朋友 |

### 電視
| 年份      | 節目         | 角色                              | 備註                                              |
| --------- | ------------ | --------------------------------- | ------------------------------------------------- |
| 2008      | 大偵探波羅   | 溫瑞泰（Hsui Tai Wan）            | 集數：鴿子中的貓（Cat Among the Pigeons）         |
| 2013      | 跑           | 路英（Nu-Ying）                   | 迷你劇（4集）                                     |
| 2014      | 布朗神父     | 佳麗傑拉德（Jia-Li Gerard）       | 集數：傑拉德上校獎（The Prize of Colonel Gerard） |
| 2014      | 一個孩子     | 梅·艾什利（Mei Ashley）           | 迷你劇（3集）                                     |
| 2018      | 陌路追       | 劉真（Lau Chen）                  | 迷你劇（8集）                                     |
| 2019      | 中美國       | 琉璃（Liuli）                     | 迷你劇（4集）                                     |
| 2019–2020 | 姆明谷歷險記 | 道迪姬（聲演）                    | 第1–2季                                           |
| 2020      | 巢           | 艾莉諾（Eleanor）                 | 迷你劇（5集）                                     |
| 2020      | 路剎         | 瑪格麗特·摩亞（Margaret Moore）   | 迷你劇（3集）                                     |
| 2021–今   | 安妮卡       | 布萊爾·費格遜（Blair Ferguson）   | 主要角色                                          |
| 2021–今   | 奧術         | 凱特琳·基拉曼（Caitlyn Kiramman） | 主要角色                                          |
| 2022–今   | 邊緣世界     | 艾什（Ash）                       | 主要角色，聲演                                    |
| 2023      | 死亡化學     | 瑪姬·卡西迪（Maggie Cassidy）     | 第一季（3集）                                     |
| 2023      | 時光之輪     | 雅西卡（Yasicca）                 | 第2季                                             |
| 待定      | 夜眠者       | 不詳                              | 迷你劇（6集）                                     |

### 舞台劇
| 年份 | 劇目                                                 | 角色           | 地點                                                             |
| ---- | ---------------------------------------------------- | -------------- | ---------------------------------------------------------------- |
| 2012 | 鴻：三代中國女人的故事                               | 張戎           | 麻省劍橋（全球首演） 馬瑟韋爾 倫敦新維克劇院                     |
| 2013 | 極樂世界（The World of Extreme Happiness）                   | 辛妮（Sunny）  | 倫敦皇家國家劇院                                                 |
| 2014 | 想像中的殘疾人                                       | 貝琳（Béline） | 格拉斯哥蘇格蘭皇家音樂學院                                       |
| 2015 | 你為我為你（You For Me For You）                     | 津熙（Junhee） | 倫敦皇家宮廷劇院：樓上的傑伍德劇院（Jerwood Theatre Upstairs）   |
| 2016 | 聰明的同性戀者的資本主義與社會主義指南以及聖經的鑰匙 | 蘇茲（Sooze）  | 倫敦漢普斯特德劇院                                               |
| 2017 | 仲夏之雪                                             | 豆兒（Dou Yi） | 埃文河畔斯特拉特福的天鵝劇院                                     |
| 2019 | 白色珍珠（White Pearl）                              | 辛妮（Sunny）  | 倫敦皇家宮廷劇院：樓下的傑伍德劇院（Jerwood Theatre Downstairs） |

## 獎項及提名
| 年份 | 頒獎禮                                | 獎項                                       | 結果 | 參考   |
| ---- | ------------------------------------- | ------------------------------------------ | ---- | ------ |
| 2006 | 亞洲卓越大獎                          | 優秀新人（Outstanding Newcomer）           | 提名 | [ 54 ] |
| 2006 | 蘇格蘭青年獎                          | 娛樂成就獎（Achievement in Entertainment） | 提名 | [ 55 ] |
| 2007 | 蘇格蘭風格獎（Scottish Style Awards） | 最時尚女性（Most Stylish Female）          | 獲獎 | [ 56 ] |
| 2007 | CosmoGirl                             | 熱門100榜單（Hot 100 List）                | 獲獎 | [ 57 ] |
| 2008 | MTV電影大獎2008                       | 最佳接吻（跟丹尼爾·域卡夫共同獲得）        | 提名 | [ 58 ] |
| 2014 | 英國電影和電視藝術學院獎（BAFTA）     | 突破性的英國人                             | 獲獎 | [ 59 ] |

## 外部連結
- Katie Leung在互联网电影资料库（IMDb）上的資料（英文）
- "Katie Leung - CV" （页面存档备份，存于）. Curtis Brown Agency.
- 梁佩诗的Instagram帳戶（英文）